# Leila Lejeune
Leila Lejeune (* 16. März 1976 in Le Port, Réunion als  Leila Duchemann) ist eine ehemalige französische Handballspielerin, die dem Kader der französischen Nationalmannschaft angehörte.

## Karriere

### Im Verein
Lejeune begann das Handballspielen im Jahr 1987 in ihrer Geburtsstadt beim FC Port de la Réunion. Im Jahr 1994 schloss sich die Rückraumspielerin dem französischen Erstligisten ASPTT Metz an. Mit Metz gewann sie 1995, 1996, 1997, 1999, 2000 und 2002 die französische Meisterschaft sowie 1998 und 1999 den französischen Pokal. Zwischen 2002 und 2004 lief Lejeune für den dänischen Erstligisten Viborg HK auf, mit dem sie 2003 den dänischen Pokal, 2004 die dänische Meisterschaft sowie 2004 den EHF-Pokal gewann. Ihre letzte Station als Profispielerin war der dänischen Verein FCK Håndbold, bei dem sie in der Saison 2004/05 unter Vertrag stand. Später schloss sie sich dem Verein HBF Saint-Denis an, für den sie zuletzt in der Saison 2023/24 aktiv war. Weiterhin engagierte sie sich im Verein als Jugendtrainerin und war als Vereinspräsidentin tätig.

### In der Nationalmannschaft
Lejeune bestritt am 13. April 1995 ihr Länderspieldebüt für die französische Nationalmannschaft gegen die italienische Auswahl. Mit Frankreich gewann sie die Silbermedaille bei der Weltmeisterschaft 1999, die Goldmedaille bei den Mittelmeerspielen 2001 und die Goldmedaille bei der Weltmeisterschaft 2003. Weiterhin nahm sie mit der französischen Auswahl an den Olympischen Spielen 2000 und an den Olympischen Spielen 2004 teil. Lejeune belegte bei der Weltmeisterschaft 2001 mit 71 Treffern den zweiten Platz in der Torschützinnenliste des Turniers und wurde in das All-Star-Team berufen.

## Ehrungen
Lejeune erhielt am 22. August 2016 als erste reunionesische Sportlerin das Ritterkreuz der Ehrenlegion.